# Албемарл (залив)
А́лбемарл (англ. Albemarle Sound) — залив на восточном побережье США в Северной Каролине.
Залив отделён от Атлантического океана цепью низких песчаных дюн Внешних отмелей.
С запада в залив впадают реки Роанок и Човон, с юга — река Аллигейтор. На востоке залива находится остров Роанок и часть Внешних отмелей с Китти-Хок. В результате впадения нескольких крупных рек и относительной изолированности залива от Атлантического океана вода в нём либо чисто пресная, либо смешанная. Залив не имеет прямого выхода в океан и соединяется с ним через залив Памлико через два пролива, проходящих вдоль острова Роанок: внешний Роанок и внутренний Кроатан.
На север от Албемарла до границы с Виргинией вдоль Внешних отмелей тянется залив Карритак.
Именно на Албемарле были первые английские колонии, которые в конечном счёте привели к образованию колониальной Северной Каролины. Большинство внутренних поселений на Албемарле относится к региону Внутренние отмели.
По лагуне проходит восточная часть Берегового канала.